# Fuchsriegel (Graz)
Der Fuchsriegel ist ein 501 m ü. A. hoher Hügel im österreichischen Bundesland Steiermark. Die unscheinbare Erhebung befindet sich auf der Ries im Osten der Landeshauptstadt Graz.

## Lage und Umgebung
Der Fuchsriegel liegt im geographischen Zentrum des Stadtbezirks Ries in unmittelbarer Nähe zur Gleisdorfer Straße (B 65). Er ragt als kleine Kuppe aus dem Riedel mit der Ortsbezeichnung Auf der Ries hervor, der das Stiftingtal im Südosten begleitet. Vom Schweinberg ist er durch einen Seitengraben des dicht besiedelten Ragnitztals getrennt. Über den sanften, von Grünlandflächen geprägten Südhang des Fuchsriegels verläuft der Hochfeldweg, der die B 65 mit der Ragnitzstraße verbindet. Der in Privatbesitz befindliche und somit nicht begehbare Fuchsriegel ist Teil des Landschaftsschutzgebiets Nördliches und östliches Hügelland von Graz (LSG-30).

## Geologie und Geomorphologie
Beim Fuchsriegel handelt es sich um eine unscheinbare Rasenkuppe aus miozänen Sanden und Tonen, welche typischerweise einen Großteil des Steirischen Beckens ausfüllen. Im Bereich der Erhebung sind Reste der Kies/Sand-Wechselfolge anzutreffen. Die komplette Süd- und Ostseite des Hügels ist Teil eines Wildbacheinzugsgebiets.